# Ligne A du tramway de Bordeaux
Pour des articles plus généraux, voir Transports Bordeaux Métropole et Tramway de Bordeaux.
Pour les articles homonymes, voir Ligne A.
La ligne A du tramway de Bordeaux est une ligne de tramway de l'agglomération bordelaise qui relie les stations Aéroport et Le Haillan Rostand aux stations La Gardette Bassens Carbon-Blanc et Floirac Dravemont. Suivant un tracé d'ouest en l'est, elle fait la liaison entre les rives gauche et droite de la Garonne en passant par le pont de pierre, le centre-ville de Bordeaux et le quartier de Mériadeck. Avec ses 28,9 km, c'est la plus longue ligne de tramway en France.

## Histoire
La ligne A a été inaugurée le 21 décembre 2003 par Alain Juppé et Jacques Chirac entre Mériadeck et Lauriers / La Morlette (Inauguration perturbée par une panne du système APS : Alimentation Par le Sol). Le matin même, le garage-atelier du tramway, situé rive droite sur un ancien terrain de la SNCF près de l'ancienne gare d'Orléans, était inauguré.
Le 26 septembre 2005, la ligne a été prolongée entre Mériadeck et Saint-Augustin.
Le 27 février 2007, la ligne a été prolongée entre La Morlette et Floirac Dravemont.
Le 21 juin 2007, la ligne a été prolongée entre Saint-Augustin et Mérignac Centre.
Le 2 septembre 2007, la ligne est connectée au réseau SNCF par la nouvelle gare de Cenon Gare.
Le 31 mai 2008, la ligne a été prolongée entre Lauriers et La Gardette-Bassens-Carbon-Blanc.
Le 22 février 2010, à l'occasion de la restructuration complète du réseau d'autobus, la ligne change de couleur, passant du bleu au violet.
Le 6 septembre 2010, la ligne est connectée au réseau SNCF par la nouvelle gare de Fontaine d'Arlac.
Le 24 janvier 2015, la ligne est prolongée entre Mérignac Centre et Le Haillan Rostand. Début des services partiels sur la ligne aux stations Pin Galant, Hôpital Pellegrin et Cenon Gare.

### Nouvelle antenne entreQuatre CheminsetAéroport(2023)
Le prolongement de la ligne, depuis la station Quatre Chemins, vers l'aéroport de Bordeaux - Mérignac a été approuvé par les élus de Bordeaux Métropole le vendredi 29 avril 2016.
Ce prolongement a été effectué par la réalisation d'un tronçon de 4,7 km, majoritairement en voie unique, qui dessert cinq nouvelles stations : Mérignac Soleil, sur l’avenue de la Somme, Parc Chemin-Long, Cadéra-Marcel-Issartier et Caroline-Aigle, sur l’avenue du Président J.F. Kennedy, et Aéroport au niveau du hall B. Seules les deux premières stations seront situées intra-rocade.
Les premiers travaux de déviation des réseaux ont débuté à l’été 2019 pour une mise en service alors prévue au premier semestre 2022.

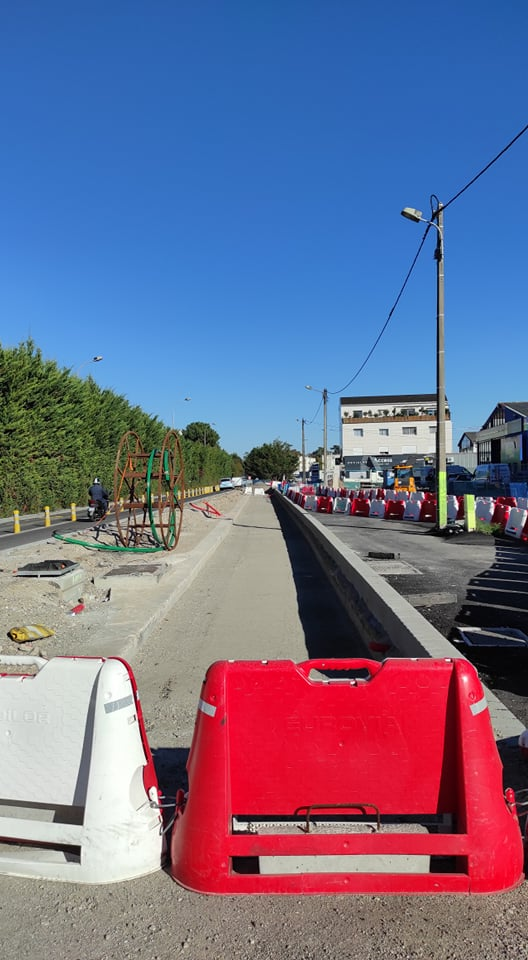
Travaux de l'extension à proximité de Mérignac soleil

La crise sanitaire du COVID-19 a affecté fortement le chantier, entraînant le report de la mise en service d'abord en septembre 2022, puis en janvier 2023. Le premier report est annoncé, en septembre 2020, par Gérard Chausset, président de la commission transports de Bordeaux Métropole. Le second report est annoncé, en juillet 2021, par Alain Anziani, maire de Mérignac et président de Bordeaux Métropole.
En septembre 2022, un nouveau report est annoncé par l'exploitant, avec une inauguration prévue pour avril 2023 après trois mois d'essai et de marche à blanc.
Les travaux de raccordement avec les voies existantes à proximité de la station Quatre Chemins se sont déroulés pendant l'été 2021. Les premiers essais dynamiques ont commencé le 24 janvier 2023, les derniers travaux se sont achevés le 22 février 2023, et la marche à blanc a été réalisée à partir du 6 mars 2023.
L'inauguration a eu lieu le samedi 29 avril 2023, soit sept ans jour pour jour après l’approbation du projet.
L'ouverture du nouveau parc relais Caroline-Aigle n'est cependant prévu que pour la fin de l'année 2023.

## Infrastructure

### La ligne
La ligne A du tramway de Bordeaux emprunte les sections suivantes :
- Mériadeck - Lauriers / La Morlette, ouverte le 21 décembre 2003, à l'occasion de la mise en service de la ligne ;
- Mériadeck - Saint-Augustin, ouverte le 26 septembre 2005, à l'occasion du premier prolongement de la ligne ;
- La Morlette - Floirac Dravemont, ouverte le 27 février 2007, à l'occasion du second prolongement de la ligne ;
- Saint-Augustin - Mérignac Centre, ouverte le 21 juin 2007, à l'occasion du troisième prolongement de la ligne ;
- Lauriers - La Gardette Bassens Carbon-Blanc, ouverte le 31 mai 2008, à l'occasion du quatrième prolongement de la ligne ;
- Mérignac Centre - Le Haillan Rostand, ouverte le 24 janvier 2015, à l'occasion du cinquième prolongement de la ligne.
- Quatre Chemins - Aéroport, ouverte le 29 avril 2023, à l'occasion du sixième et ultime prolongement de la ligne.

### Les terminus réguliers

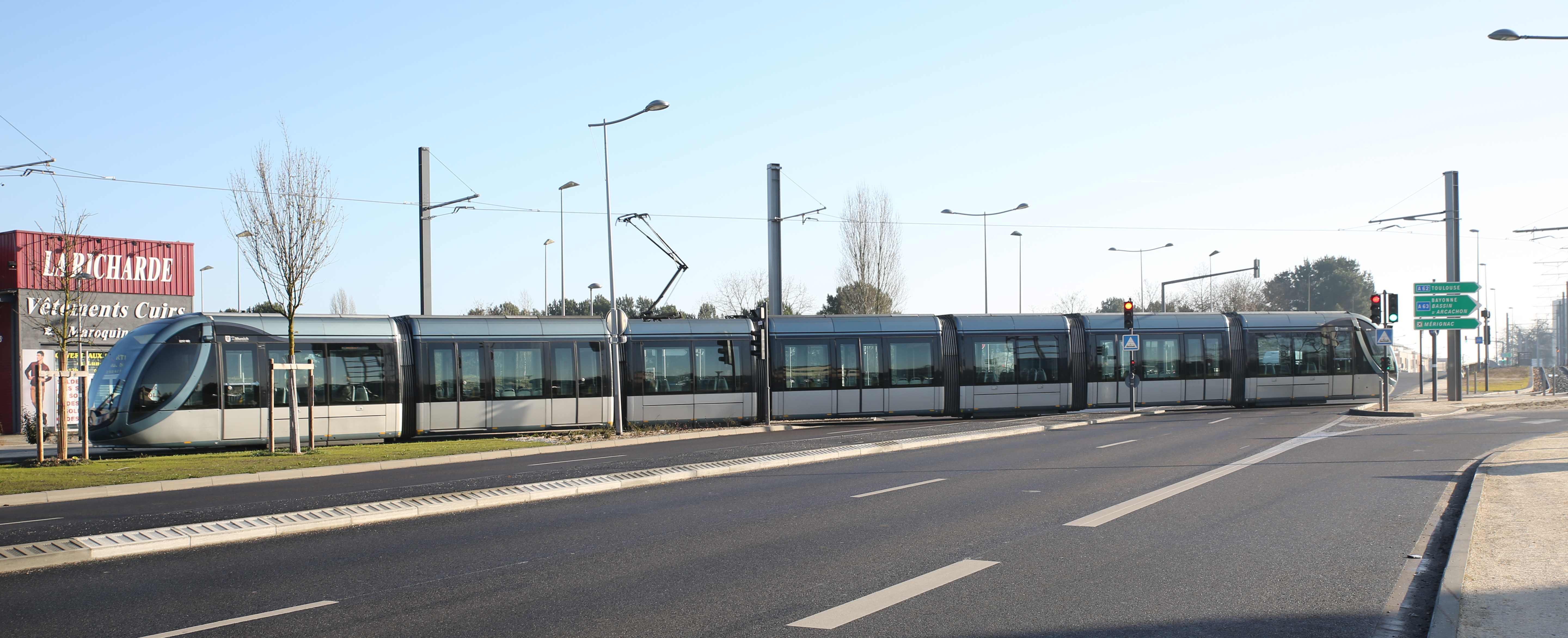
Le tram au départ de la station Le Haillan Rostand, traverse l'avenue de Magudas sur la commune d'Eysines avant de s'engager sur le pont au-dessus de la rocade.

La ligne A compte quatre terminus principaux :
- La station Aéroport qui constitue le terminus ouest de la ligne, est composée de deux quais encadrant deux voies. Seul un tram sur deux dessert ce terminus.
- La station Le Haillan Rostand qui constitue le second terminus le plus à l'ouest de la ligne, est composée d'un quai latéral et d'une voie. Seul un tram sur deux dessert ce terminus.
- La station Floirac Dravemont qui constitue le terminus sud-est de la ligne, est composée de deux quais encadrant deux voies. Seul un tram sur deux dessert ce terminus.
- La station La Gardette Bassens Carbon-Blanc qui constitue le terminus nord-est de la ligne, est composée de deux quais encadrant deux voies. Seul un tram sur deux dessert ce terminus.

### Les terminus partiels

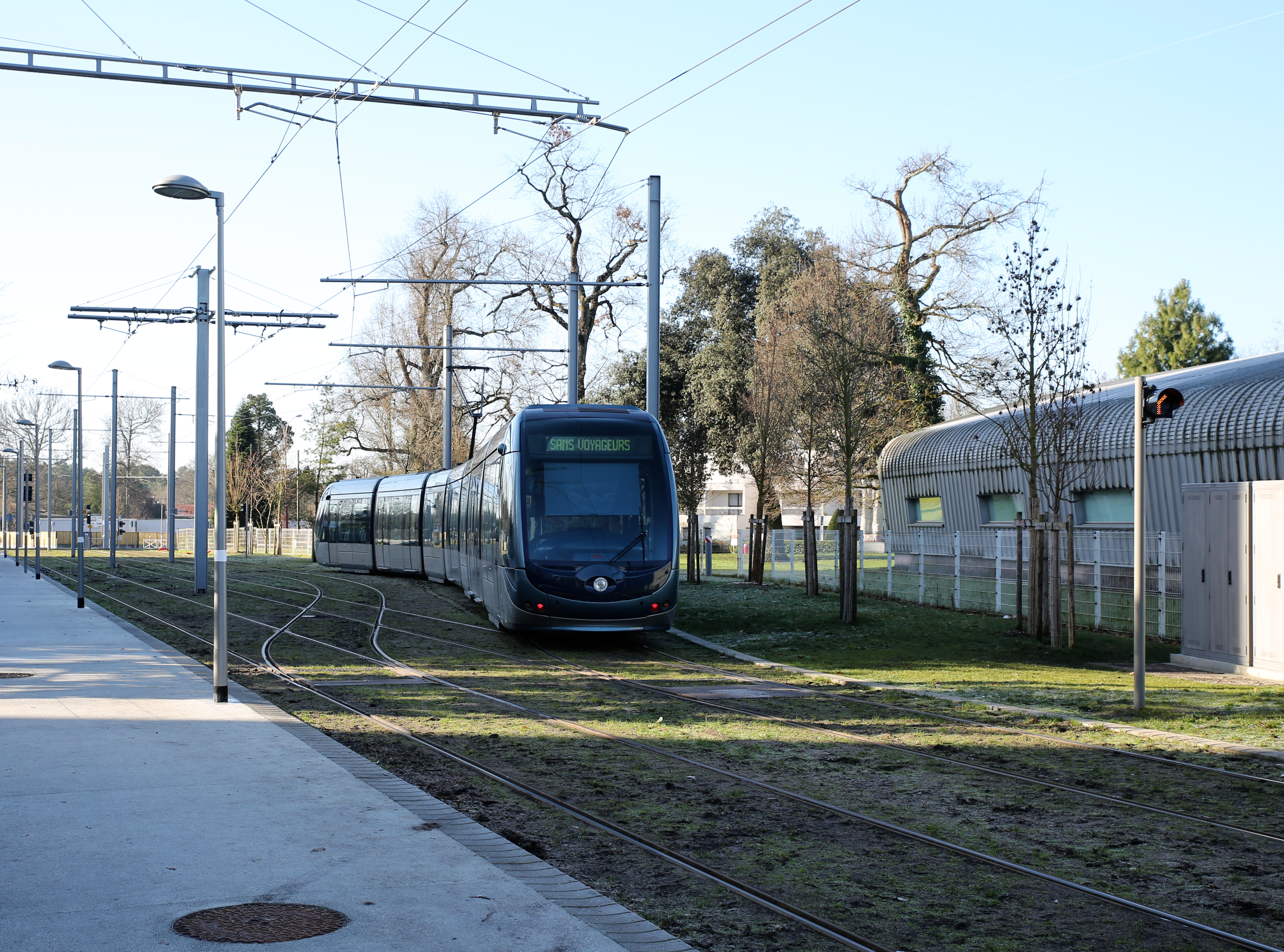
Un tram s'engage dans la voie de dégagement du point de rebroussement, situé le long de la résidence Pont de Madame après la station Pin Galant, terminus partiel de la ligne A.

La ligne A compte trois terminus partiels supplémentaires utilisés principalement en semaine en heures de pointe, qui utilisent les mêmes quais aussi bien pour les rames y faisant terminus que celles ne faisant qu'y passer :
- La station Fontaine d'Arlac qui constitue le terminus partiel le plus à l'ouest de la ligne, est composée de deux quais encadrant deux voies. À côté de la station, se situe un tiroir permettant le retournement des rames.
- La station Hôpital Pellegrin qui constitue le terminus partiel le plus central de la ligne, est composée de deux quais encadrant deux voies. À côté de la station, se situe un tiroir permettant le retournement des rames.
- La station Cenon Gare qui constitue le terminus partiel le plus à l'est de la ligne, est composée de deux quais encadrant deux voies. À côté de la station, se situe un tiroir permettant le retournement des rames.

La station Pin Galant, qui dispose d'un tiroir permettant le retournement des rames, n'est désormais utilisé que lors d'incident d'exploitation pour les services ne pouvant pas desservir Le Haillan Rostand.
Les exigences en matière de sûreté, à l’approche de la plateforme aéroportuaire, ont conduit par ailleurs à la possibilité technique d’établir un terminus partiel au niveau des stations Mérignac Soleil et Caroline Aigle si cela était nécessaire.
La station Thiers Benauge peut être par ailleurs utilisée ponctuellement en tant que terminus pour les rames quittant ou rejoignant le dépôt de La Bastide, notamment en début de journée (avant 5 h) et fin de journée (après 0 h ou 1 h selon les jours),.

### Dépôt de La Bastide
Les rames sont remisées au dépôt de La Bastide, situé à Bordeaux sur la rive droite de la Garonne, et ouvert à l'occasion de la mise en service de la ligne.

### Tension d'alimentation

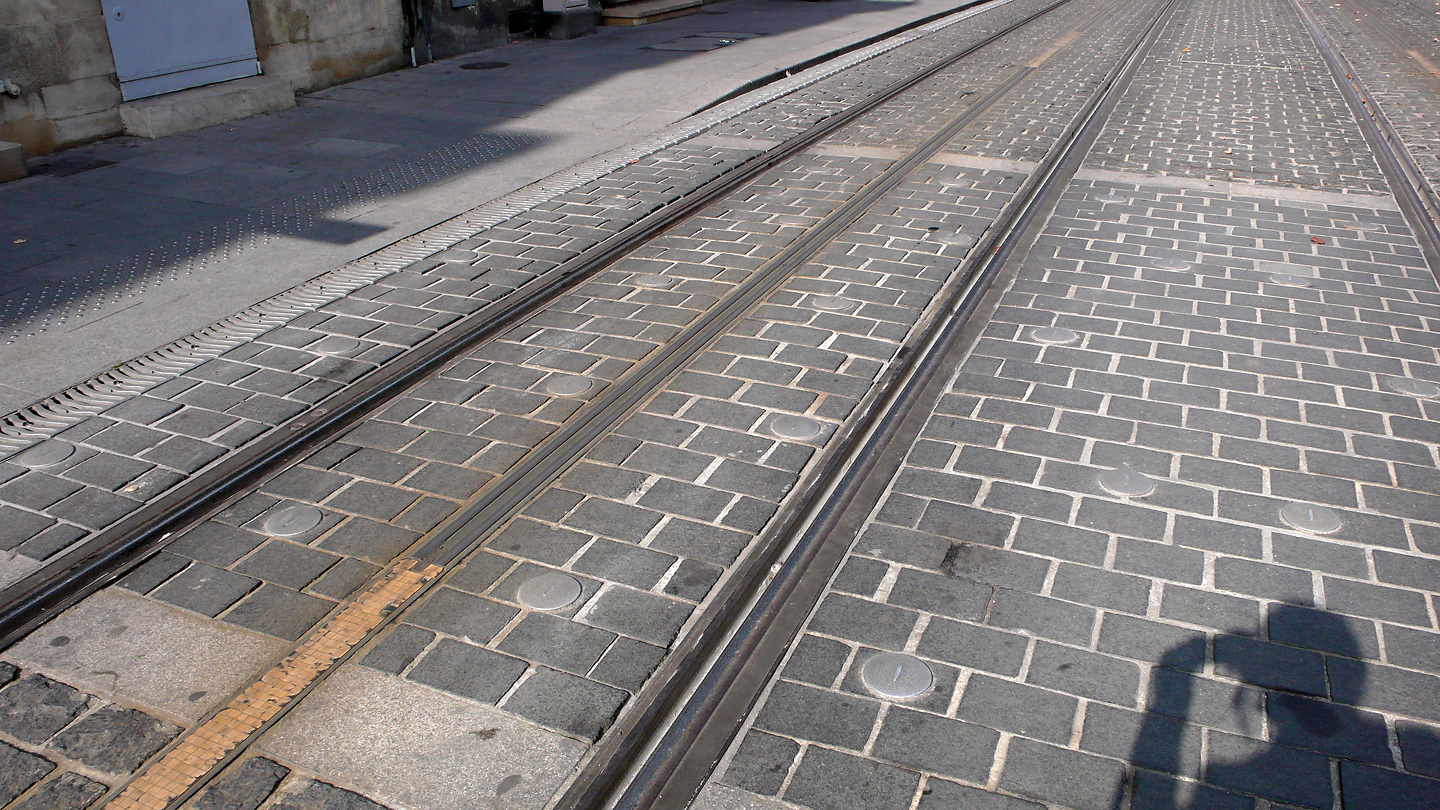
Rail central du système APS.

La ligne A du tramway de Bordeaux est entièrement électrifiée en 750 volts continu. Certains tronçons de la ligne sont alimentés par l'Alimentation par le sol, consistant à un « rail » central servant à capter le courant, pour des raisons esthétiques. Ce système est utilisé principalement dans le centre-ville de Bordeaux et sur le pont de Pierre, entre les stations Palais de Justice et Stalingrad, ainsi que dans certains quartiers de Cenon, entre les stations Pelletan et La Morlette, à Lormont entre les stations Gravières et Bois Fleuri et à Mérignac entre les stations Pin Galant et Lycées de Mérignac.

## Schéma de la ligne

### Tracé
La branche nord-ouest de la ligne A part en voie unique de la station Le Haillan Rostand, à la limite avec des communes de Le Haillan et de Mérignac, puis franchit la rocade de Bordeaux à l'échangeur no 9 et bifurque à droite, sur la commune de Mérignac, à la station Les Pins où la ligne passe en double voie. La ligne va suivre la rue Alphonse-Daudet puis l'avenue des Frères Robinson pour rejoindre le parc du Vivier qu'elle contourne par le sud ainsi que la mairie. La ligne va ensuite desservir la salle de spectacle Le Pin Galant à la station éponyme puis dessert la nouvelle puis l'ancienne église Saint-Vincent de Mérignac en bifurquant à droite pour rejoindre le lycée Marcel-Dassault puis à gauche où la ligne rejoint la branche sud-ouest de la ligne A.
Cette branche sud-ouest part en voie unique de la station Aéroport, située au niveau du hall B, en longeant le hall A par la rue Renée Cassin. Elle rejoint ensuite l'Avenue John Fitzgerald Kennedy pour franchir la rocade à proximité de l'échangeur 11. Elle bifurque ensuite par l'Avenue de Matosinhos et l'Avenue de la Marne pour desservir le centre commercial Mérignac Soleil.
Après la station Quatre Chemins, où se rejoignent les deux branches ouest, la ligne A s'engage ensuite sur une section sinueuse qui va l’emmener jusqu'à la gare de Mérignac-Arlac située sur la ceinture de Bordeaux en passant par le château du Chêne Vert et le détachement air 204 Bordeaux-Beauséjour qu'elle va contourner par le nord. Arrivée à la gare, la ligne dessert le château Peychotte et le parc éponyme puis s'engage sur l'avenue François-Mitterrand qui va l’amener jusqu'à l'hôpital Pellegrin puis entre dans Bordeaux par la barrière d'Ornano et le stade Chaban-Delmas. La ligne longe le cimetière de la Chartreuse par le sud puis l'est et passe devant le lycée Toulouse-Lautrec et l'hôtel de police pour rejoindre l'église Saint-Bruno ainsi que le quartier Mériadeck, ses équipements (hôtel de région, hôtel du département, hôtel de la métropole de Bordeaux, patinoire, bibliothèque, centre commercial) et l'unique et court tronçon souterrain du réseau sous l'esplanade Charles-de-Gaulle puis le palais de justice, l'école nationale de la magistrature et le musée des beaux-arts en croisant les boulevards ceinturant le centre-ville, le château du Hâ, le Palais Rohan, la place Pey-Berland et la cathédrale Saint-André puis après avoir croisée la ligne B suit le cours d'Alsace et Lorraine en croisant la rue Sainte-Catherine et passant à proximité de l'église Saint-Pierre et du palais des sports pour rejoindre le quai Richelieu en bifurquant à droite puis à gauche pour s'engager sur le pont de Pierre en passant devant la porte de Bourgogne après un court tronc commun avec les lignes C et D.
Arrivée sur la rive droite dès la sortie du pont, la ligne traverse la place Stalingrad puis s'engage sur l'avenue Thiers, en passant à proximité du jardin botanique et de l'église Sainte-Marie, puis entre dans Cenon et poursuit sur l'avenue Jean-Jaurès qui l'emmène à la gare de Cenon puis remonte l'avenue Carnot en passant devant la mairie puis en viaduc en longeant le parc Palmer par l'ouest pour rejoindre la station Buttinière à Lormont devant la clinique des Quatre Pavillons, où la ligne se sépare de nouveau en deux branches, l'une vers le nord et le terminus La Gardette et la seconde vers le sud jusqu'à Floirac.
La branche nord-est s'engage sur l'avenue de la libération en desservant les lycées Les Iris et Élie-Faure puis à hauteur du centre de gérontologie du CHU de Bordeaux et de la station Lauriers, la ligne bifurque à gauche pour aller desservir l'hôtel de ville de Lormont puis franchit la rocade à l'échangeur no 3 puis la longe en remontant vers l'échangeur no 2 où elle bifurque pour rejoindre son terminus La Gardette à un endroit ou se rejoignent les limites des communes de Bassens, Carbon-Blanc et Lormont à proximité de la plaine des sports Griffons-Séguinaud.
La branche sud-est continue durant quelques centaines de mètres sur l'avenue Carnot puis bifurque à droite sur la rue Camille-Pelletan en desservant le lycée La Morlette puis bifurque à gauche rue Roger-Schwob puis avenue Jean-Zay puis bifurque à droite juste avant l'échangeur no 25 de la rocade pour s'engager sur l'avenue Georges-Clemenceau, en desservant la mairie annexe de Lormont, et qui devient l'avenue Salvador-Allende en entrant dans Floirac, le terminus Dravemont se trouvant environ 200 mètres après la limite communale.

### Liste des stations
La ligne A du tramway de Bordeaux dessert les 51 stations suivantes :
|  |   |   |   |  | Stations                             | Lat/Long                    | Communes                       | Correspondances (au 01/06/2024)                                  |  |
|  | - | - | - |  | ------------------------------------ | --------------------------- | ------------------------------ | ---------------------------------------------------------------- |  |
|  |   |   | ■ |  | Aéroport                             | 44° 49′ 49″ N, 0° 42′ 03″ O | Mérignac                       | 33 39 Flex'Aéro                                                  |  |
|  |   |   | • |  | Caroline-Aigle                       | 44° 50′ 06″ N, 0° 41′ 24″ O | Mérignac                       | • Flex'Aéro                                                      |  |
|  |   |   | • |  | Cadéra-Issartier                     | 44° 50′ 09″ N, 0° 40′ 56″ O | Mérignac                       | 26 Flex'Aéro                                                     |  |
|  |   |   | • |  | Parc Chemin-Long                     | 44° 50′ 01″ N, 0° 40′ 04″ O | Mérignac                       | 26                                                               |  |
|  |   |   | • |  | Mérignac Soleil                      | 44° 49′ 52″ N, 0° 39′ 24″ O | Mérignac                       | 20 26 33 34                                                      |  |
|  | ■ |   |   |  | Le Haillan Rostand                   | 44° 51′ 31″ N, 0° 40′ 06″ O | Mérignac, Le Haillan           | • 30 38 71 84                                                    |  |
|  | • |   |   |  | Les Pins                             | 44° 51′ 25″ N, 0° 39′ 35″ O | Mérignac                       | • 16 34 71                                                       |  |
|  | • |   |   |  | Frères Robinson                      | 44° 51′ 00″ N, 0° 39′ 21″ O | Mérignac                       | 30 34                                                            |  |
|  | • |   |   |  | Hôtel de Ville Mérignac              | 44° 50′ 39″ N, 0° 39′ 30″ O | Mérignac                       |                                                                  |  |
|  | • |   |   |  | Pin Galant                           | 44° 50′ 39″ N, 0° 39′ 05″ O | Mérignac                       |                                                                  |  |
|  | • |   |   |  | Mérignac Centre                      | 44° 50′ 29″ N, 0° 38′ 49″ O | Mérignac                       | • 1 30 33 35 51 • TransGironde 701 702 710                       |  |
|  | • |   |   |  | Lycées de Mérignac                   | 44° 50′ 06″ N, 0° 38′ 51″ O | Mérignac                       | 26 30 33 35                                                      |  |
|  |   | • |   |  | Quatre Chemins                       | 44° 49′ 57″ N, 0° 38′ 42″ O | Mérignac                       | • TransGironde 601                                               |  |
|  |   | • |   |  | Pierre Mendès-France                 | 44° 49′ 49″ N, 0° 38′ 23″ O | Mérignac                       | 35                                                               |  |
|  |   | • |   |  | Alfred de Vigny                      | 44° 49′ 49″ N, 0° 38′ 02″ O | Mérignac                       |                                                                  |  |
|  |   | • |   |  | Fontaine d'Arlac                     | 44° 49′ 36″ N, 0° 37′ 32″ O | Mérignac                       | • 74 78 • F42                                                    |  |
|  |   | • |   |  | Peychotte                            | 44° 49′ 36″ N, 0° 37′ 11″ O | Mérignac                       | 74 78                                                            |  |
|  |   | • |   |  | François Mitterrand                  | 44° 49′ 38″ N, 0° 36′ 51″ O | Mérignac                       |                                                                  |  |
|  |   | • |   |  | Saint-Augustin                       | 44° 49′ 44″ N, 0° 36′ 37″ O | Bordeaux                       | 20 73                                                            |  |
|  |   | • |   |  | Hôpital Pellegrin                    | 44° 49′ 49″ N, 0° 36′ 16″ O | Bordeaux                       | 8 20 55 73 80 • TransGironde 406 504 505 602 701 702 710         |  |
|  |   | • |   |  | Stade Chaban-Delmas                  | 44° 49′ 54″ N, 0° 35′ 53″ O | Bordeaux                       | 9                                                                |  |
|  |   | • |   |  | Gaviniès                             | 44° 49′ 59″ N, 0° 35′ 35″ O | Bordeaux                       |                                                                  |  |
|  |   | • |   |  | Hôtel de Police                      | 44° 50′ 06″ N, 0° 35′ 20″ O | Bordeaux                       | 4 80 86 • TransGironde 701 702 710                               |  |
|  |   | • |   |  | Saint-Bruno - Hôtel de Région        | 44° 50′ 15″ N, 0° 35′ 21″ O | Bordeaux                       | 1 70 82 86                                                       |  |
|  |   | • |   |  | Mériadeck                            | 44° 50′ 17″ N, 0° 35′ 03″ O | Bordeaux                       | 1 16 51 70                                                       |  |
|  |   | • |   |  | Palais de Justice                    | 44° 50′ 11″ N, 0° 34′ 54″ O | Bordeaux                       | • 1 4 5 15 16 23 80 83                                           |  |
|  |   | • |   |  | Hôtel de Ville                       | 44° 50′ 16″ N, 0° 34′ 35″ O | Bordeaux                       | (T) · (B)                                                        |  |
|  |   | • |   |  | Sainte-Catherine                     | 44° 50′ 15″ N, 0° 34′ 24″ O | Bordeaux                       |                                                                  |  |
|  |   | • |   |  | Place du Palais                      | 44° 50′ 17″ N, 0° 34′ 09″ O | Bordeaux                       |                                                                  |  |
|  |   | • |   |  | Porte de Bourgogne                   | 44° 50′ 14″ N, 0° 33′ 59″ O | Bordeaux                       | • 16 24 ARENA • TransGironde 407                                 |  |
|  |   | • |   |  | Stalingrad                           | 44° 50′ 25″ N, 0° 33′ 35″ O | Bordeaux                       | • 16 25 28 60 65 ARENA • BAT3 • TransGironde 401 402 404 405 501 |  |
|  |   | • |   |  | Jardin botanique                     | 44° 50′ 35″ N, 0° 33′ 19″ O | Bordeaux                       | 25 61 • TransGironde 401 402                                     |  |
|  |   | • |   |  | Thiers - Benauge                     | 44° 50′ 45″ N, 0° 33′ 03″ O | Bordeaux                       |                                                                  |  |
|  |   | • |   |  | Galin                                | 44° 50′ 59″ N, 0° 32′ 40″ O | Bordeaux                       | • 16 28 31                                                       |  |
|  |   | • |   |  | Jean Jaurès                          | 44° 51′ 14″ N, 0° 32′ 16″ O | Cenon                          | 31                                                               |  |
|  |   | • |   |  | Cenon Gare                           | 44° 51′ 22″ N, 0° 32′ 03″ O | Cenon                          | 27 31 60 STADE • F41 F43                                         |  |
|  |   | • |   |  | Carnot - Mairie de Cenon             | 44° 51′ 28″ N, 0° 31′ 54″ O | Cenon                          | 27 60                                                            |  |
|  |   | • |   |  | Buttinière                           | 44° 51′ 51″ N, 0° 31′ 30″ O | Cenon                          | • 27 32 64 66 67 Flex'Artigues • TransGironde 201 301 302 303    |  |
|  | • |   |   |  | Palmer                               | 44° 51′ 44″ N, 0° 31′ 11″ O | Cenon                          |                                                                  |  |
|  | • |   |   |  | Pelletan                             | 44° 51′ 31″ N, 0° 31′ 11″ O | Cenon                          |                                                                  |  |
|  | • |   |   |  | La Morlette                          | 44° 51′ 18″ N, 0° 31′ 05″ O | Cenon                          | 32                                                               |  |
|  | • |   |   |  | Jean Zay                             | 44° 51′ 15″ N, 0° 30′ 47″ O | Cenon                          | 27                                                               |  |
|  | • |   |   |  | La Marègue                           | 44° 51′ 03″ N, 0° 30′ 32″ O | Cenon                          | 32                                                               |  |
|  | ■ |   |   |  | Floirac Dravemont                    | 44° 50′ 45″ N, 0° 30′ 37″ O | Floirac                        | • 28 32 65 • TransGironde 401 402                                |  |
|  |   |   | • |  | Iris                                 | 44° 52′ 07″ N, 0° 31′ 22″ O | Lormont                        |                                                                  |  |
|  |   |   | • |  | Gravières                            | 44° 52′ 22″ N, 0° 31′ 13″ O | Lormont                        |                                                                  |  |
|  |   |   | • |  | Bois Fleuri                          | 44° 52′ 34″ N, 0° 31′ 09″ O | Lormont                        | 32                                                               |  |
|  |   |   | • |  | Lauriers                             | 44° 52′ 45″ N, 0° 31′ 04″ O | Lormont                        | • 66                                                             |  |
|  |   |   | • |  | Mairie de Lormont                    | 44° 52′ 47″ N, 0° 31′ 25″ O | Lormont                        | 32                                                               |  |
|  |   |   | • |  | Carriet                              | 44° 52′ 56″ N, 0° 31′ 26″ O | Lormont                        | 60                                                               |  |
|  |   |   | ■ |  | La Gardette - Bassens - Carbon-Blanc | 44° 53′ 11″ N, 0° 31′ 03″ O | Lormont, Bassens, Carbon-Blanc | • 7 29 57 60 Flex'Gare • TransGironde 202                        |  |

## Exploitation de la ligne

### Principes de la desserte

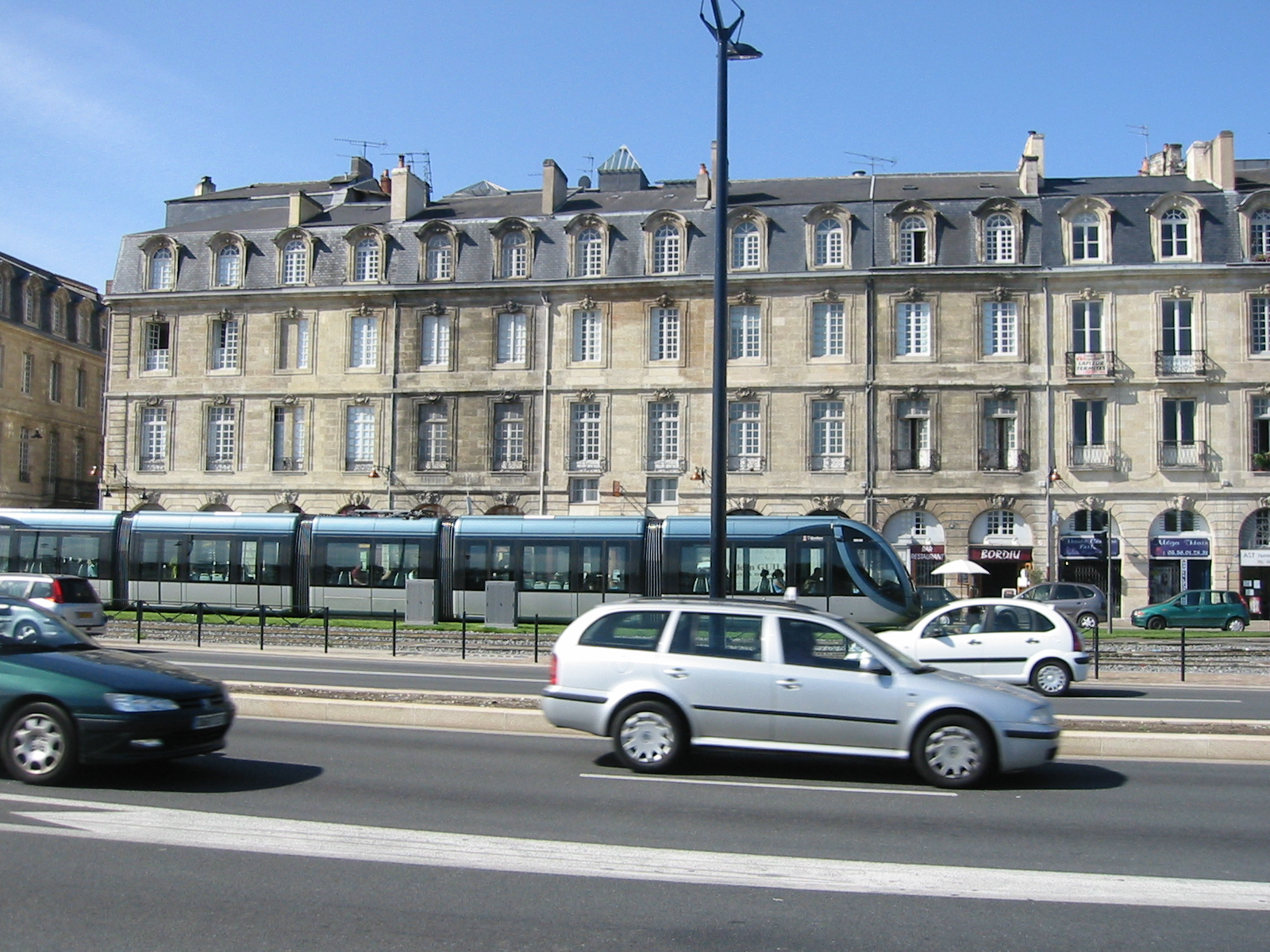
Tramway A sur les quais.

La ligne fonctionne tous les jours de l'année sauf le 1er mai.
En raison de la proximité du dépôt, le service débute à la station La Gardette à 5 h tous les jours, puis à la station Dravemont le premier tram part à 5 h 11 en semaine, à 5 h 16 le samedi et à 5 h 21 les dimanches et fêtes. Le dernier départ de Floirac Dravemont a lieu à 23 h 57 du lundi au mercredi et les dimanches et fêtes et à 0 h 57 du jeudi au samedi, tandis qu'à La Gardette il a lieu à 23 h 46 du lundi au mercredi et les dimanches et fêtes et à 0 h 46 du jeudi au samedi.
Pour la station Aéroport, le premier tram part à 5 h tous les jours, et le dernier départ s'effectue à 23 h 48 du lundi au mercredi et les dimanches et fêtes et à 0 h 48 du jeudi au samedi. Tandis que pour la station Le Haillan Rostand, le premier tram part à 5 h 3 en semaine, à 5 h 11 les samedis, dimanches et fêtes. Le dernier départ s'effectuant à 23 h 54 du lundi au mercredi et les dimanches et fêtes et à 0 h 54 du jeudi au samedi.
Chacune des branches, soit à destination de La Gardette ou Dravemont, soit à destination de Aéroport ou Le Haillan Rostand, est desservie à raison d'un tram sur deux. En semaine, le tronçon entre Fontaine d'Arlac et Cenon Gare est renforcé, entre 7 h et 9 h et entre 16 h et 19 h, par l'ajout de rames ne circulant qu'entre ces stations, sauf pour certaines rames qui sont limités à Hôpital Pellegrin.
| Stations           | Du lundi au vendredi          | Du lundi au vendredi | Samedi      | Samedi         | Samedi        | Dimanche et fêtes (sauf 1er mai) | Dimanche et fêtes (sauf 1er mai) | Dimanche et fêtes (sauf 1er mai) |
| Stations           | Avant 6 h 30 et après 20 h 30 | 6 h 30 à 20 h 30     | Avant 13 h  | 13 h à 20 h 30 | Après 20 h 30 | Avant 13 h 30                    | 13 h 30 à 20 h 30                | Après 20 h 30                    |
| ------------------ | ----------------------------- | -------------------- | ----------- | -------------- | ------------- | -------------------------------- | -------------------------------- | -------------------------------- |
| Le Haillan Rostand | 20 min                        | 10 min               | 15 à 30 min | 10 min         | 20 min        | 20 à 40 min                      | 15 min                           | 15 à 20 min                      |
| Aéroport           | 20 min                        | 10 min               | 15 à 30 min | 10 min         | 20 min        | 20 à 40 min                      | 15 min                           | 15 à 20 min                      |
| Quatre Chemins     | 20 min                        | 10 min               | 15 à 30 min | 10 min         | 20 min        | 20 à 40 min                      | 15 min                           | 15 à 20 min                      |
| 10 min             | 5 min                         | 7 à 15 min           | 5 min       | 10 min         | 10 à 20 min   | 7 min 30 s                       | 7 à 10 min                       |                                  |
| 10 min             | 5 min                         | 7 à 15 min           | 5 min       | 10 min         | 10 à 20 min   | 7 min 30 s                       | 7 à 10 min                       | Hôpital PellegrinCenon Gare      |
| 10 min             | 3 à 5 min                     | 7 à 15 min           | 5 min       | 10 min         | 10 à 20 min   | 7 min 30 s                       | 7 à 10 min                       |                                  |
| 10 min             | Buttinière                    | 7 à 15 min           | 5 min       | 10 min         | 10 à 20 min   | 7 min 30 s                       | 7 à 10 min                       |                                  |
| 10 min             | 5 min                         | 7 à 15 min           | 5 min       | 10 min         | 10 à 20 min   | 7 min 30 s                       | 7 à 10 min                       |                                  |
| 10 min             | Floirac Dravemont             | 7 à 15 min           | 5 min       | 10 min         | 10 à 20 min   | 7 min 30 s                       | 7 à 10 min                       |                                  |
| 20 min             | 10 min                        | 15 à 30 min          | 10 min      | 20 min         | 20 à 40 min   | 15 min                           | 15 à 20 min                      |                                  |
| 20 min             | 10 min                        | 15 à 30 min          | 10 min      | 20 min         | 20 à 40 min   | 15 min                           | 15 à 20 min                      | La Gardette                      |

Les modalités d'exploitation de la ligne A vont évoluer de manière substantielle avec la mise en œuvre des nouvelles lignes E et F, en septembre 2025.
Avec l'augmentation des fréquences de passage, prévue dans le cadre de la nouvelle délégation de service public signée en octobre 2022, la ligne A devrait conserver six à huit rames par heure pour assurer la desserte entre Le Haillan Rostand et La Gardette, en conservant un service renforcé aux heures de pointe entre Fontaine d'Arlac et Cenon Gare, service qui pourrait être éventuellement prolongé jusqu'à Pin Galant.
La desserte entre Floirac Dravemont et Porte de Bourgogne devrait être assurée par six à huit rames par heure par la nouvelle ligne E, et la desserte entre l'Aéroport et Porte de Bourgogne devrait être assurée par six à huit rames par heure par la nouvelle ligne F.
La distance moyenne entre stations est de 447 m sur la ligne A. Les tramways bénéficient d'un système de priorité aux carrefours comportant des feux.

### Temps de parcours moyens
Les temps de parcours sont donnés à titre indicatif et varient surtout selon le moment de la journée (cf.horaires). Ils peuvent aussi évoluer en cas de retards dus à des événements imprévus. Ils sont calculés ici sur la base d'un temps de parcours de 1 min 30 s entre deux stations.
La ligne A du tramway de Bordeaux permet de rallier Le Haillan Rostand à :
- Pin Galant en 10 min ;
- Hôpital Pellegrin en 26 min ;
- Sainte-Catherine en 40 min ;
- Buttinière en 57 min ;
- La Gardette Bassens Carbon-Blanc en 67 min.

La ligne A du tramway de Bordeaux permet de rallier l'Aéroport à :
- Hôpital Pellegrin en 22 min ;
- Sainte-Catherine en 36 min ;
- Buttinière en 52 min ;
- Floirac Dravemont en 62 min.

### Matériel roulant
Les tramways utilisés sur la ligne A sont des Citadis 402 d'Alstom.

### Tarification et financement
La tarification de la ligne est identique à celles des autres lignes de tramway de Transports Bordeaux Métropole et accessible avec les mêmes abonnements.
Le coût d'exploitation de la ligne est évalué à 24,8 millions d'euros pour l'année 2015 pour des recettes évaluées à 14,4 millions d'euros, soit une couverture des dépenses par les recettes de 58 %. Le déficit de fonctionnement de la ligne est financé par les recettes du versement transport qui est prélevé par Bordeaux Métropole sur les entreprises.
Les rames circulant sur la ligne ont parcouru en 2015 près de 2,4 millions de kilomètres.

### Fréquentation
La fréquentation annuelle de la ligne A est en augmentation quasi continue depuis sa mise en service (hors période COVID-19) :
| Année                                     | 2007 | 2008 | 2013 | 2014 | 2015 | 2016 | 2017 | 2019 | 2021 | 2022 |
| Nombre de voyageurs annuels (en millions) | 21   | 22,3 | 30,3 | 30,2 | 31,8 | 33,9 | 37,6 | 40,1 | 31,6 | 35,7 |

## Projets

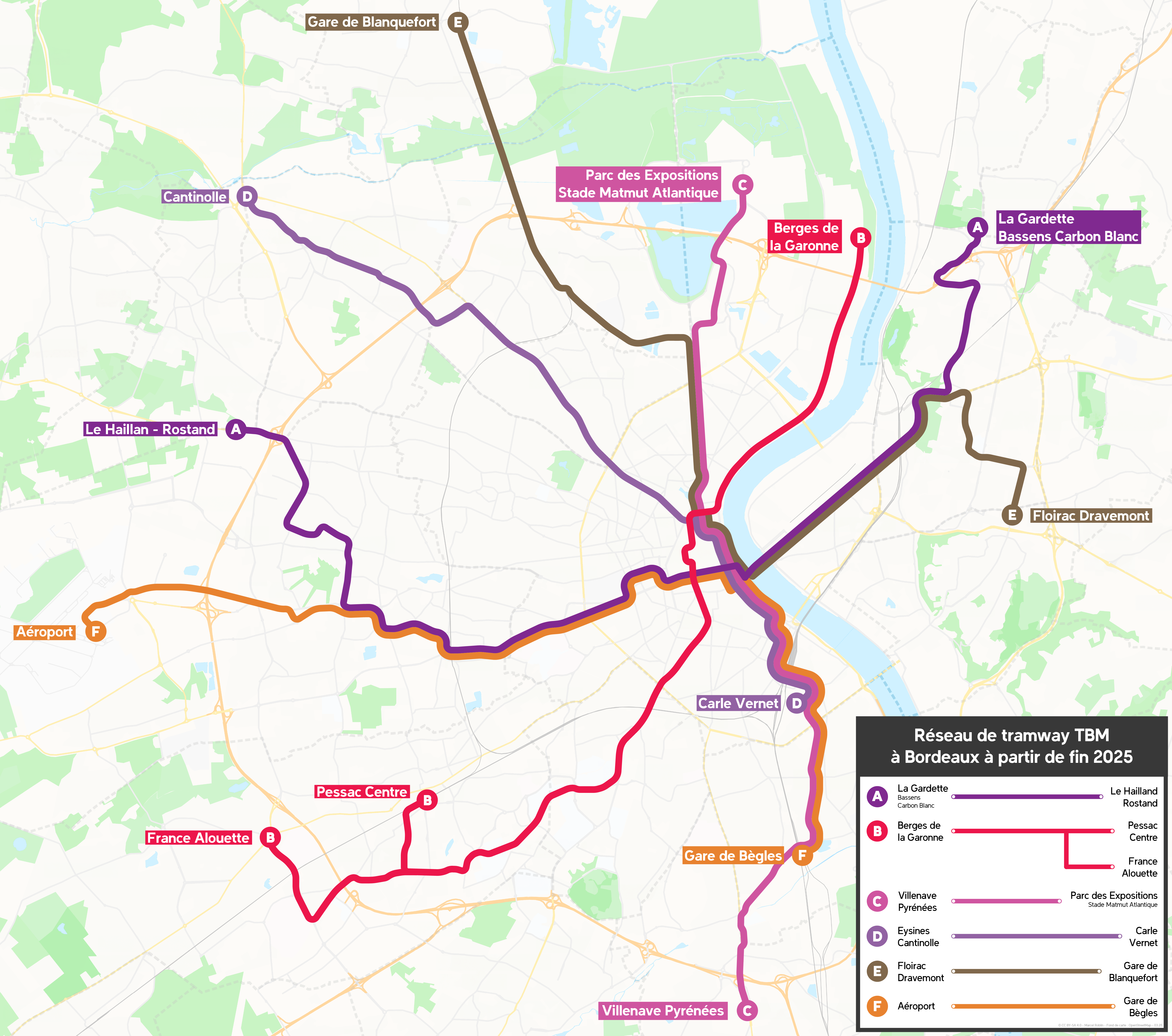
Futur réseau de tramway en septembre 2025 (avec les lignes E et F)

À la suite du renouvellement de la délégation de service public concernant les transports de Bordeaux Métropole en juillet 2022, il est prévu de créer deux nouvelles lignes E et F. Elles relieront respectivement la Gare de Blanquefort à Floirac Dravemont et l' Aéroport à la Gare de Bègles, en utilisant les infrastructures existantes des lignes A et C, à partir du 6 décembre 2025.
La ligne A perdra ainsi 2 de ses branches au profit de ces lignes.
La branche sud-est Buttinière <> Floirac Dravemont sera reprise par la ligne E.
La branche sud-ouest Mérignac Aéroport <> Quatre Chemins sera, quant à elle, reprise par la future ligne F. Cela permettra une liaison entre l'Aéroport de Bordeaux-Mérignac et la Gare de Bordeaux-Saint-Jean en tramway sans correspondance.